# サウジアラビア商務弁事所
サウジアラビア商務弁事処（サウジアラビアしょうむべんじしょ、アラビア語: المكتب التجاري العربي السعودي في تايبيه Al-Maktab at-Tijārī al-ʻArabī as-Saʻūdī fī Taybei、繁体字中国語: 沙烏地阿拉伯商務辦事處、英語: Saudi Arabian Trade Office in Taipei）は、正式な外交関係がない中華民国（台湾）におけるサウジアラビアの利益を代表しており、事実上の大使館として機能している。

## 歴史
1990年まで、サウジアラビアは中華民国としての台湾と外交関係を持っており、台北に大使館を置いていた。しかし、その年にサウジアラビアは中華人民共和国を主権国家として承認し、これにより中華人民共和国のみが中国を代表する主権国家として認められ、独立国中華民国としての台湾の地位は否定されることになった。
商務弁事処のカウンターパートは、リヤドにある駐サウジアラビア王国台北経済文化代表処である。外交関係の断絶から6ヶ月後に機密覚書が署名された後、両事務所は1991年に設立された。

## 住所
| 日本語 | 〒11157 台北市士林区天母西路62巷9号4階                              |
| 中国語 | 11157 臺北市士林區天母西路62巷9號4樓                                |
| 英語   | 4F, No. 9, Lane 62, Tianmu West Road, Shilin District, Taipei 11157 |

## 代表
| 代 | 氏名（日本語）                                                             | 氏名（アラビア語）               | 氏名（英語）                                | 氏名（中国語繁体字） | 着任   | 退任     | 備考   |
| -- | -------------------------------------------------------------------------- | -------------------------------- | ------------------------------------------- | -------------------- | ------ | -------- | ------ |
|    | アブドゥッラー・アリー・アッ＝ズワーウィー                                 | عبدالله علي الزواوي              | Abdulla Ali Al-Zowawi                       | 卓亞威               |        |          | [ 7 ]  |
|    | タラアト・ビン・イブラーヒーム・アル＝ムスリマーニー                       | طلعت بن ابراهيم المسلماني        | Talaat bin Ibrahim Al-Muslimani             | 塔勒·穆斯里曼尼      |        |          | [ 8 ]  |
|    | ラアファト・ビン・アフマド・ビン・ハリール・ミルザー・アッ＝サイイド       | رأفت بن أحمد بن خليل مرزا السيد  | Raafat bin Ahmed bin Khalil Mirza Al-Sayyid | 拉法·阿薩伊          | 2017年 | 2020年   | [ 9 ]  |
|    | アーディル・ビン・ファハド・ビン・アブドゥッラフマーン・アッ＝ザーイディー | عادل بن فهد بن عبدالرحمن الذايدي | Adel bin Fahad bin Abdulrahman Althaidi     | 艾德爾               | 2020年 | （現職） | [ 10 ] |